# Giuseppe Pagliei
Giuseppe Pagliei (Giuliano di Roma, 28 giugno 1949 – Patrica, 8 novembre 1978) è stato un militare e poliziotto italiano.

## Biografia
Nato a Giuliano di Roma in provincia di Frosinone entrò a 18 anni, nel Corpo degli Agenti di Custodia nel maggio 1968; prestando servizio presso la Casa Circondariale di Frosinone. 
Fu, in seguito, trasferito al servizio di scorta del Procuratore Capo della Repubblica di Frosinone Fedele Calvosa.
L’8 novembre 1978, il Procuratore, partito dalla sua casa di Patrica, si stava recando in ufficio a bordo della Fiat 128 di servizio, condotta da Luciano Rossi, autista civile di Ministero dei grazia e giustizia.
Intorno alle 08:30, l’auto con a bordo appunto il Procuratore, Luciano Rossi e Giuseppe Pagliei uomo addetto alla scorta, veniva bloccata da quattro uomini armati con armi automatiche e pistole che aprirono il fuoco.
Giuseppe Pagliei fu il primo a cadere, poi cadde il Procuratore Fedele Calvosa. Luciano Rossi, ferito, tentò una fuga disperata, ma venne ucciso con un colpo di pistola al volto..
Uno degli assalitori Roberto Capone fu ferito mortalmente per errore dai suoi stessi compagni e fu ritrovato vicino al luogo dell'agguato. 
L'Omicidio di Fedele Calvosa e del suo uomo della scorta, fu rivendicato e addebitato all'organizzazione “Unità Comuniste Combattenti” che, in collegamento con Prima linea e Brigate Rosse, stava conducendo una feroce campagna contro i rappresentanti delle Forze dell'Ordine e i magistrati.
Giuseppe Pagliei fu insignito della medaglia d’oro al Merito civile “alla memoria”, il 15 giugno 2004. 
Il carcere di Frosinone e una strada nel capoluogo ciociaro portano il suo nome.